# Ahmet Cömert Tournament
Das Ahmet Cömert Tournament (tr. Ahmet Cömert Boks Turnuvası) ist ein internationales Boxturnier, welches seit 1986 jährlich in der türkischen Stadt Istanbul ausgetragen wird. Es ist nach dem türkischen Boxer, Trainer und Ringrichter Ahmet Cömert (1926–1990) benannt.

## Regeln
Geboxt wird unter den Regeln des Amateurweltverbandes AIBA in zehn Gewichtsklassen. Seit 2002 wird auch Frauenboxen ausgetragen. Teilnahmeberechtigt sind Männer und Frauen der Elite-Klasse (Erwachsene) im Alter zwischen 19 und 40 Jahren. Das Turnier unterteilt sich in Achtelfinale, Viertelfinale, Halbfinale und Finale, wobei sich die beiden Verlierer der Halbfinalkämpfe einer Gewichtsklasse jeweils den dritten Platz teilen.
1998 und 1999 war es zugleich EM-Qualifikationsturnie sowie 1999 auch Qualifikationsturnier zur Teilnahme an den Olympischen Spielen 2000.

## Bekannte Sieger
Zu den bekanntesten Siegern des Turniers zählen bisher Olympiasieger und Weltmeister wie Francisc Vaștag, Giorgi Kandelaki, Sinan Şamil Sam, Waldemar Font, Ramaz Paliani, Oʻtkirbek Haydarov, Héctor Vinent, Ariel Hernández, Félix Savón, Birschan Schaqypow, Baqyt Särsekbajew, Zhang Xiaoping, Abbos Atoyev und Artur Beterbijew, sowie die späteren Profiweltmeister Markus Beyer, Lucian Bute, Felix Sturm, Yuriorkis Gamboa, Ruslan Chagayev, Gennadi Golowkin und Carl Frampton.